# A̧
Cette page contient des caractères spéciaux ou non latins. S’ils s’affichent mal (▯, ?, etc.), consultez la page d’aide Unicode.
A̧, ou A cédille, est un graphème utilisé dans l’écriture de plusieurs langues du Cameroun (comme le kako, le karang, le mundani, et le vute) suivant l’alphabet général des langues camerounaises, ainsi que dans l’écriture du jodï, du piaroa et du yaruro au Venezuela. Il s’agit de la lettre A diacritée d’une cédille.

## Utilisation

### Langues du Cameroun
Selon les recommandations de l’alphabet général des langues camerounaises (AGLC), le A̧ est utilisé pour retranscrire la voyelle a nasalisée.

## Translittération
Le a̧ est utilisé par certains auteurs comme translittération latin de l’alpha iota souscrit ‹ ᾳ › grec. La Bibliothèque nationale de France l’utilise notamment dans la romanisation du grec suivant la ISO 843 dans son catalogue.

## Représentations informatiques
Le A cédille peut être représenté avec les caractères Unicode suivants (latin de base, diacritiques) :
| formes    | représentations | chaînes de caractères | points de code | descriptions                                  |
| --------- | --------------- | --------------------- | -------------- | --------------------------------------------- |
| capitale  | A̧               | A◌̧                    | U+0041 U+0327  | lettre majuscule latine a diacritique cédille |
| minuscule | a̧               | a◌̧                    | U+0061 U+0327  | lettre minuscule latine a diacritique cédille |

## Sources
- Bibliothèque nationale de France, « Translittération du grec », sur Kitcat : portail d’aide au catalogage de la BnF
- (en) Stanley E. Porter, Jeffrey T. Reed et Matthew Brook O’Donnell, Fundamentals of New Testament Greek, Grand Rapids, William B. Eerdmans Publishing Company, 2010 (ISBN 978-0-8028-2827-9, lire en ligne)
- (en) Rhonda Ann Thwing, Vute orthography statement ((phonétique modifiée avec l’API en 2004)), SIL Cameroon, 1981 (lire en ligne)